# Lukas Kilian

Lukas Kilian (2018)

Lukas Kilian (* 30. Dezember 1986 in Hamburg) ist ein deutscher Politiker (CDU). Er ist seit 2017 Abgeordneter im Landtag von Schleswig-Holstein und dort verkehrs- und wirtschaftspolitischer Sprecher der CDU-Landtagsfraktion. Seit 2023 ist er Generalsekretär der CDU Schleswig-Holstein.

## Leben
Kilian verbrachte seine Kindheit in Hamburg-Rissen und zog mit seiner Familie in seiner Jugend erst nach Hamburg-Horn, dann nach Glinde und wohnt jetzt in Wentorf bei Hamburg.
Nach seinem Abitur 2007 auf der Wichern-Schule absolvierte er den Zivildienst in einer sozialtherapeutischen Einrichtung für suchtkranke Menschen in Reinbek. Danach studierte er von 2008 bis 2013 Rechtswissenschaften an der Universität Hamburg und leistete sein Referendariat von 2013 bis 2015 am Hanseatischen Oberlandesgericht.
Seit 2016 arbeitete er als selbständiger Rechtsanwalt mit Schwerpunkt im privaten Baurecht. 2025 gründete er mit einem Partner eine eigene Kanzlei. Als Notar ist er seit 2021 tätig.

## Kommunalpolitisches Ehrenamt
Bei den Kommunalwahlen in Schleswig-Holstein 2008 und 2013 wurde Kilian jeweils direkt in den Stormarner Kreistag gewählt. Dort leitete er von 2013 bis 2018 als Vorsitzender den Verkehrsausschuss und war von 2016 bis 2018 stellvertretender Vorsitzender des Hauptausschusses. Während seiner Zeit als Kreistagsabgeordneter (2008 bis 2018) war er der jüngste Kreistagsabgeordnete im Kreistag Stormarn.
Kilian ist Stellvertretender Kreisvorsitzender der CDU Stormarn und Mitglied der Jungen Union. Dort war er bis 2009 Ortsvorsitzender der Gruppe Glinde/Oststeinbek.
Während seiner Zeit als Verkehrsausschussvorsitzender wurde der öffentliche Nahverkehr in Stormarn, insbesondere Busverbindungen und Anrufsammeltaxen, ausgebaut.

## Landtagsabgeordneter
Bei der Landtagswahl in Schleswig-Holstein 2017 kandidierte Kilian im Landtagswahlkreis Stormarn-Süd[10] und zog mit 41,2 % der Erststimmen als direktgewählter Abgeordneter in den Landtag von Schleswig-Holstein.[11][12] Im Landtag war er in der 19. Wahlperiode Mitglied im Wirtschaftsausschuss,[13] im Innen- und Rechtsausschuss,[14] im Ausschuss für die Zusammenarbeit der Länder Schleswig-Holstein und Hamburg,[15] sowie stellvertretendes Mitglied im Bildungsausschuss. Zudem war er wirtschaftspolitischer und innenpolitischer Sprecher der CDU-Landtagsfraktion und Vorsitzender des Fraktionsarbeitskreises Wirtschaft.
Bei der Landtagswahl 2022 wurde er mit 44,2 % der Erststimmen im Wahlkreis Stormarn-Süd erneut direkt in den Landtag gewählt.
Seit Oktober 2023 ist Kilian zudem Generalsekretär der CDU Schleswig-Holstein.
Kilian setzte sich für die Taktverdichtung der S 21 zwischen Bergedorf und Aumühle, für das Job- und Semesterticket, die Wiedereröffnung von Polizeiwachen, die Meistergründungsprämie, das Einbruchschutzprogramm, die Sanierung der Landesstraßen und Radwege sowie für die Förderung von Kindertagesstätten ein.